# Scirtes ussuriensis
Scirtes ussuriensis is een keversoort uit de familie moerasweekschilden (Scirtidae). De wetenschappelijke naam van de soort werd in 2002 gepubliceerd door Nyholm.